# Вірусний маркетинг
Вірусний Маркетинг - загальна назва різноманітних методів розповсюдження реклами, які характеризуються розповсюдженням у прогресії, близької до геометричної, у якій головними розповсюджувачами інформації є ті, хто отримує інформацію, шляхом формування змісту, який може залучити нових отримувачів інформації за рахунок творчої, неординарної та яскравої ідеї з використанням природнього або посилання, якому можна довіряти.
У часи, коли ще не було інтернету використовувалися методи «Сарафанного радіо», через особисті комунікації, фокус-групи, рекламні акції в пресі, на телебаченні тощо. 
Маркетингова техніка, яка використовує існуючі соціальні мережі для підвищення обізнаності про бренд / товар / послугу. 
Методичні принципи, характерні для e-mail-маркетингу, які засновані на заохоченні індивіда до передачі маркетингового повідомлення іншим особам, потенціал для експоненціального зростання впливу цього повідомлення. Подібно до вірусів, такі технології використовують будь-яку сприятливу можливість для збільшення числа переданих повідомлень. Просування за допомогою вірусного контенту може приймати самі різні форми - відео, фото, флеш-ігри, дзвінок з відеоролика (WOW-call), навіть просто текст (наприклад, анекдоти).
Внаслідок того, що у більшості населення спостерігається низький рівень довіри до реклами взагалі, а тим більше виходить від компанії-виробника, основний принцип вірусного маркетингу полягає в тому, що людина, яка отримує інформаційне повідомлення, повинна бути впевнена, що воно виходить від особи незацікавленої, наприклад, від знайомого, або незнайомого, але ні в якому разі не аффельованого до рекламної кампанії. Наприклад, людина з готовністю вислухає від «живої людини» позитивні відгуки про товар і, швидше за все, купить цей товар. І навпаки: побачивши рекламний ролик цього товару, він його проігнорує, оскільки поширена думка, що реклама прикрашає якості товару. 

## Етимологія терміна і історія виникнення
Відсилання до біологічних термінів не випадкове. Дійсно, вірусними захід або акція можуть вважатися, коли процес поширення інформації починає підкорятися біологічним законам поширення вірусів, тобто будь-який одержувач інформації щиро нею зацікавлюється і переймається ідеєю передати її максимально швидко максимально великій кількості друзів, використовуючи найоперативніші канали (найчастіше інтернет-месенджери і соціальні мережі). 
Процес поширення вірусної інформації, таким чином, на кшталт вірусних епідемій - поширюється швидко, в геометричній прогресії, його складно зупинити, і часто виникають рецидиви (здається, що інтерес до інформації затухаючий, але він піднімається новою хвилею поширення). Вважається, що термін «вірусний маркетинг» популяризував в 1996 році Джеффрі Рейпорт в своїй статті The Virus of marketing [1].

## Приклади вірусного маркетингу
Одним з перших відомих прикладів використання вірусного маркетингу в Інтернеті є акція Hotmail, коли до кожного листа, написаного користувачем, приєднувалося повідомлення компанії, що закликає одержувачів e-mail заводити безкоштовну пошту на Hotmail. 
Одним з найуспішніших прикладів використання вірусного маркетингу є вірусні відеоролики Old Spice, записані в ході їх рекламної кампанії 2010 року. Завдяки триденної вірусної кампанії, в ході якої актор з рекламного ролика відповідав в коротких відеоповідомлення на питання інтернет-користувачів, вірусна реклама Old Spice вийшла на перше місце по відвідуваності YouTube, забезпечивши понад 61 мільйон переглядів. Дана кампанія була схвально сприйнята багатьма експертами і оцінена ними як «інноваційна» і «передова». Суть акції Old Spice полягала в тому, що після випуску вірусного ролика рекламісти відбирали коментарі, які направляли відвідувачі мікроблога бренду в Twitter, каналу в YouTube та інших ресурсів, і по найцікавішим з них записувалися 30-секундні відеоролики, в яких персонаж рекламної кампанії ( так званий Old Spice Guy) відповідав в жартівливій формі конкретного користувача. Примітним є те, що в цих відповідях не містилося прямої реклами продукту. Всього за три дні було випущено близько двох сотень таких відеороликів. Серед адресатів відповідей виявилися як знаменитості, наприклад, Демі Мур, так і прості інтернет-користувачі [2]. В результаті проведення цієї кампанії вдалося привернути увагу користувачів до бренду Old Spice, про що свідчить різке зростання числа пошукових запитів із згадкою бренду, який розпочався після випуску рекламного ролика в мережу і тривав протягом кількох тижнів, будучи стимульованим відео є відповіддю і згадками в соціальних мережах і блогах . [3] За перший місяць після початку кампанії обсяг продажів Old Spice виріс на 107% [4]. А в середньому за 6 місяців після появи ролика в мережі продажі збільшилися на 27% [5]. Дана кампанія виявилася надзвичайно успішною, тому що вона прямо адресована конкретному глядачеві, працює в реальному часі і фактично нічого не варта (так як, на відміну від телевізійної реклами, кампанія Old Spice не поставила вимогу про оплати ефірного часу).

## Вірусне відео
Наразі практично кожна велика компанія намагається робити свої рекламні ролики якісно для того, щоб вони мали вірусний ефект. Відеореклама - найефективніший інструмент для досягнення вірусного ефекту, так як має більш широкі можливості для того, щоб зацікавити аудиторію. Імениті компанії можуть використовувати вірусні ролики як анонс: компанія напередодні нового Fashion Show випустила ремейк відео на пісню «Moves Like Jagger" групи Maroon 5 за участю в ньому своїх відомих моделей. Також зараз популярні інтерактивні вірусні ролики, на розвиток дії в яких глядач може впливати. Англомовний приклад подібної реклами - ролик про День народження ведмедя і коректор, в якому головні герої подорожували у часі. Рік, в який слід було перенестися, глядач міг вписати самостійно, в залежності від цього змінювалося подальший розвиток сюжету.

## Канали посіву вірусної реклами
Посів - це первинне розміщення вірусного контенту [6]. Найпоширенішими каналами посіву є:
- Соціальні мережі (Facebook, Instagram, TikTok,)
- Топ-блоги
- Спільноти (LiveJournal)
- Інформаційні інтернет-портали
- Форуми
- Фото / відео хостинги (YouTube, TikTok)